# Masacre de Marzabotto

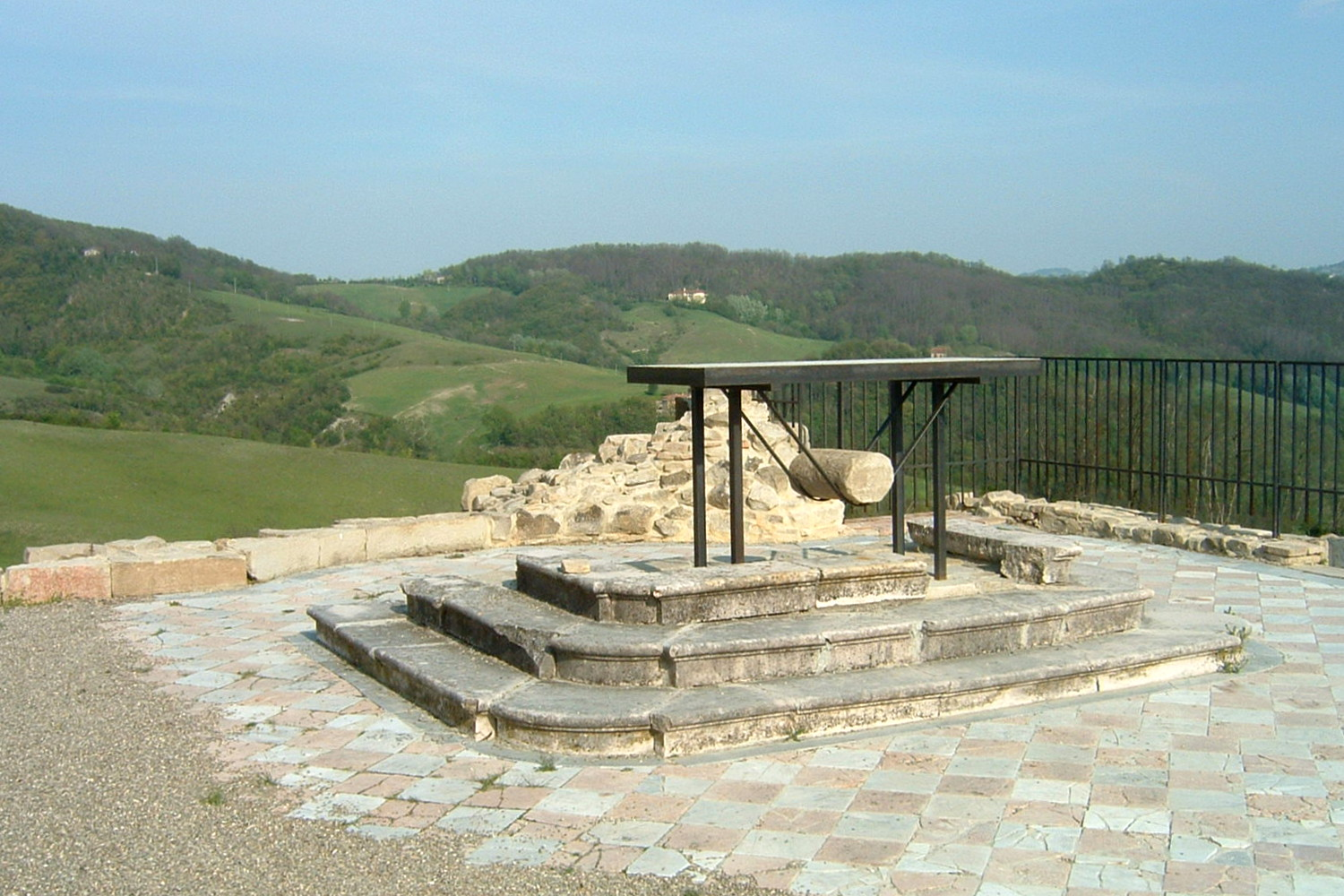
Restos de la Catedral San Martino di Monte Sole.

La Masacre de Marzabotto fue una matanza ocurrida en la Segunda Guerra Mundial en el pequeño pueblo de Marzabotto al sur de Bolonia. La masacre fue llevada a cabo por el Waffen-SS contra la población civil entre el 29 de septiembre y el 5 de octubre de 1944 en represalia por el apoyo a los partisanos de la resistencia italiana. Soldados de las SS-Panzer-Aufklärungsabteilung 16, a cuyo mando se encontraba el SS-Sturmbannführer Walter Reder, sistemáticamente asesinaron a centenares de personas en Marzabotto y en las localidades cercanas de Grizzana Morandi y Monzuno, las cuales se encuentran en el área del macizo de Monte Sole (en los Apeninos, provincia de Bolonia).
Durante años ha habido controversia sobre el número de víctimas de esta matanza: algunas fuentes hablan de 1.824 muertos, otras cifran los muertos en 955. Actualmente, la Peace School Foundation of Monte Sole estima el número de víctimas en 770, cantidad muy cercana a la aportada por el Sturmbannführer Reder quien declaró oficialmente la ejecución de 728 personas. Entre las víctimas hubo 45 niños menores de 2 años, 110 niños menores de 10 años, 95 jóvenes menores de 16 años, 142 personas mayores de 60 años, 316 mujeres y 5 sacerdotes católicos.

## Juicio de 2007
En enero de 2007, 10 de los 17 presuntos exmiembros del Waffen-SS fueron encontrados culpables in absentia por un tribunal militar italiano, en el norte de la ciudad italiana de La Spezia, donde fueron condenados a cadena perpetua por la masacre. Los medios de comunicación italianos informaron que a todos ellos también se les ordenó pagar alrededor de 100 millones de dólares a los sobrevivientes y familiares de las víctimas. Siete sospechosos fueron absueltos.